# YOUCAN
YOUCAN（ユーキャン、1983年5月9日 - ）は日本の振付師、演出家、ダンサー。本名、川村裕一（かわむらゆういち）。
株式会社遊所属兼代表取締役。

## 略歴
1983年生まれ、栃木県宇都宮市出身。生まれは那須塩原市。
幼い頃、栃木県を転々と移り住み、長く育った街が宇都宮市となる。小学生時に書道（4段）、そろばん（1級）、水泳（1級）と多くの習い事をする。
小・中ともに野球部主将の他、生まれ持った運動神経で陸上にて栃木県選抜に加え、水泳の県選抜としても活躍。
またLUNA SEAやX JAPANの影響により中学からバンドを始め、アーティストという夢を追う事になる。
高校卒業後は音楽の知識を学ぶ為、大学受験をするが全て受験に失敗し、専門学校となる日本八王子専門学校(レコーディングエンジニア専攻)に入学。そこで2年間音楽の知識と資格を取得したのちアーティストという険しい世界にぶつかり断念する事になる。
2004年 日本八王子専門学校卒業後、株式会社IMAGICA Lab.に就職。ここではMAエンジニアとしていきなり!黄金伝説。やロンドンハーツなどのエンジニアとして活動。
しかし専門時代にダンスサークルに誘われたきっかけで趣味としてやっていたダンスが忘れられず、翌年退職。
2005年（22歳）からテレアポのバイトをしながらプロダンサーを目指す事となる。プロダンサーを目指すと共にダンスチーム『HYPE』と『DUPA』というチームの他、いくつかユニットチームなどを結成し、様々なショーケース、コンテストなどで入賞などを果たす。
2006年 たまたま知り合いから氣志團のPV撮影エキストラに誘われ、その撮影のきっかけで氣志團ダンサーのリーダーに声をかけられ、2006年に行われた氣志團万博 2006 ～極東NEVER RAND 麗舞!麗舞!麗舞!～にサポートバックダンサーとして起用される。その後、DJ OZMAが誕生した後もバックダンサーとして起用されその影響により多くのダンススタジオより講師オファーを受ける。
また専門学生時代、先輩に誘われた『ArT』というダンスイベントを2年間、共同主催する事になる。
2008年 『ArT』がきっかけとなり独自の新しいイベントを立ち上げる為に『あなたが遊ぶ場所』という意味を込めて『YOU（遊）』というイベントが誕生した。また『ArT』というイベントの知り合いにより『YOUCAN』という名前が誕生したのもここである。
2009年 アーティストのバックダンサーに加え、ダンス講師、イベント『YOU（遊）』主催を同時進行しながら様々な経歴を積み重ねる。
2010年 バックダンサー以外にも振付・演出など多くの仕事に携わる事となる。
2014年 振付、演出などの仕事案件によりみずから独自のダンス公演『ルーデンス』を主催。
2015年5月15日 株式会社遊を設立。事業内容はイベント事業加え、ダンスの芸能プロダクションをメインとした会社を設立。その他キャスティング事業・派遣など幅広く手を伸ばし、所属ダンサー、業務提携ダンサーらにYOU（遊）のイベント出演依頼、メディア等のバックダンサー依頼、CM依頼など業務を行なった。
2017年 ストリートイベント『YOU（遊）』、ダンス公演『ルーデンス』に加え、発表会型ホールイベント『遊び箱』を主催。
上記3つのイベントの共通点はダンスのみに関わらず、歌、お笑い、マジックなどエンターテイメントに沿ったイベントとして盛り上げるイベントとなる。
現在（2017年以降）は年に1回1300人規模の『YOU（遊）』を主催、年に2回3000人～4500人規模のホール型イベント『遊び箱』を主催。そして2023年1月より新しく主催となる『ダンス×舞台×ミュージカル×お笑い』をミックスしたイベントが誕生する。

## 近年の主な活動履歴
- 2020年1月 自遊空間vol.1→主催/監修/演出/GUEST出演
- 2020年2月 Gonna break it Dance Video 振付/Cameraman
- 2020年6月 YouTube開始
- 2020年9月 遊び箱vol.負けるな開催（主催/演出/作品出展/出演）
- 2020年10月 BLACK SENCEゲスト出演
- 2020年11月 FAITHゲスト出演
- 2020年12月 X-BORDER（【MV】LOVE DOMINO）振付・監修

## バックアップアーティスト
- 嵐
- DAIGO
- 氣志團
- hitomi
- DJ OZMA
- CLUB PRINCE
- あのHUMPTY
- meajyu
- YUKALI
- 山口リサ
- RUDEPLAYERZ
- PINKEY

## PV・MV・LIVE演出・振付等
- BILLIE IDLE
- INORAN
- 加藤ミリヤ
- Kis-My-Ft2
- X-BORDER
- ホリエモンアイドル
- MAY'S
- 氣志團
- DJ OZMA
- あのHUMPTY
- RUDEPLAYERZ
- アディダス新作モデルPV

## 出演番組
- NHK紅白歌合戦
- FNS歌謡祭
- ミュージックステーション
- COUNT DOWN TV
- 輝く!日本レコード大賞
- ベストヒット歌謡祭
- MelodiX!
- MUSIC JAPAN
- Go!Go!9nine
- モテキ
- ミュージックドラゴン 〜音楽龍〜

## ミュージカル・舞台等・制作（プロデュース）
- 『Famiglia!』総合振付・出演
- 「まるかど企画」関係舞台振付等